# Relations entre la France et l'Indonésie
Les relations entre la France et l'Indonésie désignent les relations diplomatiques bilatérales s'exerçant entre, d'une part, la République française, et de l'autre, la république d'Indonésie, pays insulaire en Asie du Sud-Est.

## Contexte
La Nouvelle-Calédonie, la Polynésie française et Wallis-et-Futuna sont des territoires de la France d'outre-mer qui se trouvent ainsi dans une relative proximité géographique de l'Indonésie. La France est un membre-clé de l'Union européenne pendant que l'Indonésie est un membre-clé pour l'ASEAN (Association des nations de l'Asie du Sud-Est). Les relations diplomatiques entre les deux jouent un rôle important dans le développement de relations entre l'Indonésie et l'Union Européenne, et aussi entre la France et l'ASEAN. Les deux pays sont des membres de G-20.
L'Indonésie est une destination touristique appréciée des Français, notamment Bali. La communauté française en Indonésie est estimée à 4 900 résidents.

## Relations diplomatiques
La France est représentée par une ambassade à Jakarta et une agence consulaire à Denpasar (Bali) tandis que l'Indonésie est représentée par une ambassade à Paris. L'Indonésie a aussi deux consulats généraux, l'un à Marseille à l'autre à Nouméa. La représentation française est complétée par des institutions culturelles, comme l'Institut français d'Indonésie.

## Relations économiques
En 2017, la balance commerciale entre les deux pays était en faveur des exportations indonésiennes qui s’élevait à 1,8 milliard de dollars (essentiellement dans le domaine des hydrocarbures, du charbon, des produits miniers, du caoutchouc et de l'huile de palme) alors que dans le même temps, les importations françaises vers l'archipel étaient de 1,7 milliard. La France demeurait fin 2016 le 8e plus gros importateur en Indonésie. Plusieurs entreprises françaises sont présentes, comme Danone, L'Oréal, Airbus, Thalès, Accor Hotel ou encore Gameloft. L'Indonésie est le deuxième client de la France en matière d'armement en Asie du Sud-Est (après l'Inde), qui représente 15% des importations d'armement du pays, derrière les États-Unis (33%).
L'Agence Française de Développement possède une antenne à Jakarta.

## Liens de défense
L'Indonésie est le deuxième client de la France en Asie après l'Inde pour les équipements militaires.
Les liens militaires entre la France et l’Indonésie ont été renforcés par un accord de coopération en matière de défense et l’achat par l’Indonésie de 42 avions de combat français Rafale et de deux sous-marins d’attaque de classe Scorpène.